# Sékou Sanogo (homme politique)
Cet article concerne l'homme politique. Pour le footballeur, voir Sékou Sanogo.
Sékou Sanogo, né le 1er janvier 1921 à Dioulassoba (colonie de la Côte d'Ivoire) et mort le 26 septembre 1958 dans des circonstances non élucidées[réf. nécessaire], est un homme politique ivoirien.

## Carrière politique
Aux élections législatives du 17 juin 1951, Sékou Sanogo est soutenu par le RPF, l'EDICI et le PPCI. Avec 32,19 % des voix, il est classé 2e derrière Félix Houphouët-Boigny et devient ainsi député de la IVe République française.
Sekou Sanogo créa son parti politique le 31 Janvier 1949 dénommé l'Entente des Indépendants de Côte d’Ivoire (EDICI).
Le parti va être contraint de disparaître, après son décès en 1958, au profit du parti unique imposé par son rival Houphouët-Boigny.
70 ans après cette disparition,  ce parti renaît et est aujourd'hui dirigé par Sekou Samba Koné.

## Famille
Ibrahima Sanogo, né en 1951, suit les traces de son père Sékou en devenant à son tour député, mais de la Côte d'Ivoire : il est élu en 2000 à Abidjan, dans la circonscription de Treichville.